# Martí Riera i Roura
Martí Riera i Roura   (Vic, 2003) és un esportista català que competeix en bicitrial. Va guanyar una medalla d'or al Campionat del Món de trial de 2021 de la Unió Ciclista Internacional, a la prova per equips.